# Alliance pour la démocratie au Mali-Parti africain pour la solidarité et la justice
De Alliance pour la démocratie au Mali - Parti africain pour la solidarité et la justice (Nederlands: Alliantie voor Democratie in Mali - Afrikaanse Partij voor Solidariteit en Gerechtigheid, ADEMA - PASJ) is een politieke partij in Mali. De partij ontstond - onder de naam Alliance pour la démocratie au Mali - op 25 oktober 1990 als bundeling van (illegale) oppositiebewegingen gericht tegen de eenpartijdictatuur van generaal Moussa Traoré. ADEMA bestond toen uit de volgende partijen en groepen:
- Union Soudanaise - Rassemblement démocratique africain (US-RDA), de voormalige regeringspartij (1960-1968) waartoe de toenmalige president Modibo Keïta behoorde;
- Parti malien pour la révolution et la démocratie (PMRD);
- Parti malien du travail (PMT), een marxistisch-leninistische partij;
- Front démocratique et populaire malien (FDPM), een organisatie van politieke emigranten en bannelingen.

Hoewel de aangesloten partijen en groepen links van het midden stonden, vormde ADEMA toch een vrij heterogeen gezelschap. Hoofd van de beweging werd de archeoloog Alpha Oumar Konaré. Na de val van president Traoré op 26 maart 1991, vormde ADEMA een belangrijk bestanddeel van het voorlopige regeringscomité (CTSP) en op 15 april 1991, na de legalisering van politieke partijen, werd ADEMA omgevormd van een beweging in een partij. Een aantal van de groepen die tot dan toe deel uitmaakten van ADEMA haakten echter af. Voortaan heette de partij Alliance pour la démocratie au Mali-Parti africain pour la solidarité et la justice (ADEMA-PASJ). Bij de parlementsverkiezingen van 1992 werd ADEMA-PASJ de grootste partij met 76 van de 129 zetels. Bij de presidentsverkiezingen later dat jaar werd Konaré tot president gekozen. In 1997 werd hij herkozen. De partij wist dat jaar haar meerderheid in het parlement te behouden.
Na twee termijnen als president was het Konaré niet toegestaan zich voor een derde keer te kandideren. In 2002 werd daarom Soumaïla Cissé de kandidaat bij de presidentsverkiezingen, maar verloor van Amadou Toumani Touré. De partij verloor bij de parlementsverkiezingen van 2002 ook haar meerderheid in de Nationale Vergadering. Bij de opvolgende parlementsverkiezingen van 2007, 2013 en 2020 was er telkens sprake van verdere achteruitgang. Bij de presidentsverkiezingen van 2007 en 2018 had ADEMA geen eigen presidentskandidaat. In 2013 behaalde Dramane Dembélé namens ADEMA slechts 9,59% van de stemmen bij de presidentsverkiezingen.

## Ideologie
ADEMA is een sociaaldemocratische partij en is aangesloten bij de Socialistische Internationale